# Eleccions generals espanyoles de 1899

El conservador Silvela, successor de Cánovas, cap de govern després de les eleccions

Eleccions generals espanyoles de 1899 foren convocades el 16 d'abril de 1899 sota sufragi universal masculí. En total foren escollits 402 diputats. Foren les primeres eleccions celebrades després de la derrota espanyola a la Guerra Hispano-estatunidenca, que suposà la pèrdua de les darreres colònies americanes. Vencé per majoria la Unió Conservadora, que dirigia el nou dirigent conservador Francisco Silvela. Els liberals es presentaren dividits entre els partidaris de Sagasta i els gamacistes, partidaris d'una entesa amb els conservadors.
Fou elegit president del Congrés el conservador Alejandro Pidal y Mon, substituït el 22 de novembre de 1900 per Raimundo Fernández Villaverde. El cap de govern fou Francisco Silvela, qui va incloure en el govern el general Polavieja; va dimitir l'octubre de 1900 per la seva oposició al matrimoni de la infanta Maria de las Mercedes amb un carlí. El seu successor, Marcelo Azcárraga Palmero, va governar fins al 6 de març de 1901, quan va dissoldre les cambres i convocà noves eleccions.

## Composició de la Cambra
| ← Eleccions generals espanyoles, 16 d'abril de 1899 → |        |                                     |
| Partit                                                | Escons | Líder                               |
| Unió Conservadora                                     | 228    | Francisco Silvela                   |
| Partit Liberal                                        | 102    | Práxedes Mateo Sagasta              |
| Liberals Gamacistes                                   | 28     | Germán Gamazo y Calvo               |
| Conservadors Tetuanistes                              | 12     | Carlos O'Donnell y Álvarez de Abreu |
| Fusió Republicana                                     | 11     | Nicolás Salmerón                    |
| Republicans independents                              | 4      | Vicent Blasco Ibáñez                |
| Partit Liberal Reformista                             | 4      | Francisco Romero Robledo            |
| Coalició CC-Partit Integrista                         | 3      | Marquès de Cerralbo                 |
| Partit Republicà Democràtic Federal                   | 2      | Francesc Pi i Margall               |
| Catòlics independents                                 | 2      |                                     |
| Independents                                          | 6      |                                     |

## Resultats per circumscripcions

### Catalunya
- Barcelona
  - Timoteo Bustillo López (liberal gamacista)
  - Ramon d'Abadal i Calderó (Conservador)
  - Ròmul Bosch i Alsina (Liberal)
  - Ramon de Godó i Lallana (Liberal)
  - Josep Cucurella i Tort (Conservador)
  - Joan Ferrer-Vidal i Soler (Liberal)
  - Jacobo García de San Pedro e Iranzo (Conservador)
  - Eduard Maluquer i Tirrell (Liberal)
  - Carles Maria de Moy i de Sauri
  - Josep Maria Planas i Casals (Conservador)
  - Joan Puig i Saladrigas (Conservador)
  - Felip Ricart de Córdoba
  - Trinidad Rius i Torres
  - Ramon de Rocafort i Casamitjana (Conservador)
  - Antoni Rosal i Sala (independent)
  - Alfons Sala i Argemí, comte d'Égara (Liberal)
  - Joan Sallarès i Pla (Conservador)
  - Lluís Sedó i Guichard (Conservador)
  - Joan Sol i Ortega (republicà)
  - Leonci Soler i March
- Girona
  - Carles de Camps i d'Olzinellas (Conservador)
  - José Joaquín Herrero y Sánchez (Liberal)
  - Antonio Comyn Crooke (Conservador)
  - Ferran Puig i Mauri (Conservador)
  - Gustavo Ruiz de Grijalba y López Falcón (Conservador)
  - Mariano Vilallonga e Ibarra (Conservador)
  - Josep Lletget Sardà (PRDF)
- Lleida
  - Isidre Valls i Pallerola (Conservador)
  - Ramon Maria de Dalmau i d'Olivart (Conservador)
  - Manuel Vivanco Menchaca (Conservador)
  - Joan Torres i Vilanova (Conservador)
  - Ramón Martínez Campos y Rivera (Liberal)
  - José San Miguel de la Gandaria (independent)
  - Vicente Alonso-Martínez y Martín (Liberal)
  - Joaquín Gómez y Gómez Pizarro (Conservador)
- Tarragona
  - Joan Cañellas i Tomàs (Liberal)
  - Vicente López Puigcerver (Conservador)
  - Isidre Gassol i Civit (Conservador)
  - Teodor Gonzàlez i Cabanne (Conservador)
  - Antoni Rosell i Bru (Conservador)
  - Enric de Llanes i de Clariana (Conservador)
  - Ramon de Morenes i Garcia Alesson (Conservador)
  - Federico de Ramón y Sancibrián (Conservador)
  - Francesc Pi i Margall (PRDF)

### Illes Balears
- Josep Cotoner Allendesalazar, comte de Sallent (Conservador)
- Antoni Maura i Montaner (Conservador)
- Luis de San Simón y Ortega (Conservador)
- Lluís Tur i Palau (Conservador)
- Enric Sureda i Morera (Conservador)
- Rafael Prieto i Caules (republicà)
- Pasqual Ribot Pellicer (Liberal) gamacista

### País Valencià
- Alacant
  - Enrique Arroyo y Rodríguez (Liberal)
  - Francisco Ballesteros Villanueva (Liberal)
  - José Canalejas i Méndez (Liberal)
  - Santiago Mataix Soler (Liberal)
  - Trinitario Ruiz Capdepón (Liberal)
  - Trinitario Ruiz Valarino (Liberal)
  - Arturo de Pardo y Manuel de Villena (Conservador)
  - José María Santonja y Almella (Conservador)
  - Alejandro Sendra Burgos (Conservador)
  - Álvaro Valero de Palma (Conservador)
- Castelló
  - Fernando Gasset Lacasaña (republicà)
  - Pedro de Govantes y Azcárraga, comte d'Albay (Conservador)
  - Juan Navarro Reverter (Conservador)
  - Juan Poveda García (Conservador)
  - Antonio María Fabié Gutiérrez de la Rasilla (Conservador)
  - Felipe Pérez del Toro (Conservador)
  - Eduardo Cassola Sepúlveda (conservador tetuanista)
- València
  - Vicent Blasco Ibáñez (republicà)
  - Facundo Burriel Guillén (Conservador)
  - Vicente Calabuig Carrá (Conservador)
  - Federico Dupuy de Lome y Paulín (Conservador)
  - Gerardo Estellés Gadea (Conservador)
  - José María Gadea Orozco (Conservador)
  - Pascual Guzmán Pajarón (Conservador)
  - Francisco de Laiglesia y Auset (Conservador)
  - Teodor Llorente Olivares (Conservador)
  - Fernando Núñez Robres y Salvador (Conservador)
  - José Manteca Oria (Liberal)
  - Luis Fernández Navarro (independent)
  - Manuel Iranzo Benedito (Liberal)
  - Carlos Testor Pascual (Liberal)
  - Francisco Peris Mencheta (independent)